# Sivaský masakr
Sivaský masakr nebo Masakr v Sivas (turecky Sivas Katliamı) také masakr v Madimaku (turecky Madımak Katliamı) je událost z 2. července 1993, při které rozvášněný dav militantních islamistů zavraždil 37 Alevitů v hotelu Madımak ve městě Sivas. Při této události zemřeli také dva pachatelé.
K útoku došlo krátce po páteční modlitbě, kdy dav rozrazil policejní zátarasy a obklopil hotel Madımak, kde se sešli umělci, spisovatelé a hudebníci, aby oslavili život alevitského básníka Pir Sultan Abdala, který žil v 16. století. Útočníci zapálili hotel, následný požár si vyžádal 37 obětí. Tato událost je považována za velký útok na svobodu projevu a lidská práva v Turecku.